# Resinicium
Resinicium là một chi nấm trong lớp Agaricomycetes. Chi này chưa được xếp vào một bộ hay họ nấm cụ thể nào do vị trí phân loại chưa chắc chắn. Resinicium được nhà nghiên cứu người Estonia, Erast Parmasto định nghĩa danh pháp khoa học vào năm 1968.

## Danh sách loài
- Resinicium aculeatum Tellería, Melo & Dueñas (2008)
- Resinicium bicolor (Alb. & Schwein.) Parmasto (1968)
- Resinicium chiricahuaense Gilb. & Budington (1970)
- Resinicium confertum Nakasone (2007)
- Resinicium friabile Hjortstam & Melo (1997)
- Resinicium furfuraceum (Bres.) Parmasto (1968)
- Resinicium granulare (Burt) Sheng H.Wu (1990)
- Resinicium luteosulphureum (Rick) Baltazar & Rajchenb. (2016)
- Resinicium luteum Jülich (1978)
- Resinicium monticola Nakasone (2007)
- Resinicium mutabile Nakasone (2007)
- Resinicium pinicola (J.Erikss.) J.Erikss. & Hjortstam (1981)
- Resinicium praeteritum (H.S.Jacks. & Dearden) Ginns & M.N.L.Lefebvre (1993)
- Resinicium rimulosum Nakasone (2007)
- Resinicium saccharicola (Burt) Nakasone (2000)
- Resinicium tenue Nakasone (2007)